# Tên lửa đạn đạo phóng từ tàu ngầm

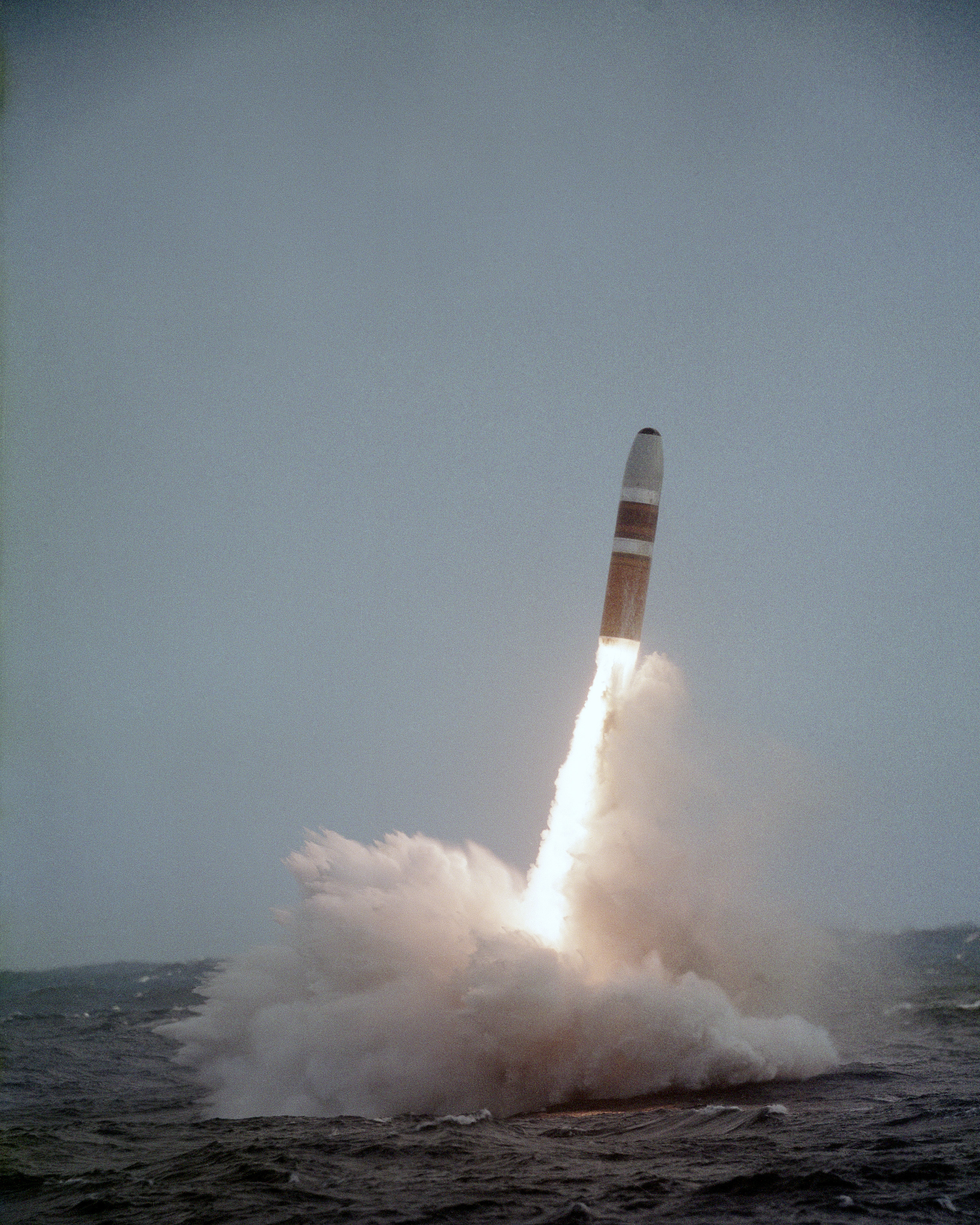
A UGM-96 Trident I clears the water after launch from a US Navy submarine in 1984

Tên lửa đạn đạo phóng từ tàu ngầm (tiếng Anh: submarine-launched ballistic missile, viết tắt:SLBM) là một tên lửa đạn đạo có khả năng được phóng từ tàu ngầm.
Các tên lửa đạn đạo phóng từ tàu ngầm hiện đại có liên quan chặt chẽ đến tên lửa liên lục địa (ICBM, tầm bắn hơn 5.500 kilômét (3.000 nmi)), và trong nhiều trường hợp, SLBM và ICBM có thể là bộ phận của cùng một họ vũ khí.